# Bošáca
Bošáca (allemand : Böschitz, hongrois : Bosác) est un village de Slovaquie situé dans la région de Trenčín.

## Histoire
La première mention écrite du village date de 1380.

## Démographie

### Évolution de la population
| Année:               | 1994. | 2004.   | 2014.   | 2024.   |
| -------------------- | ----- | ------- | ------- | ------- |
| Nombre de personnes: | 1367  | 1342    | 1393    | 1321    |
| Différence:          |       | -1,82 % | +3,80 % | -5,16 % |

| Année:               | 2023. | 2024.   |
| -------------------- | ----- | ------- |
| Nombre de personnes: | 1334  | 1321    |
| Différence:          |       | -0,97 % |